# Jeremy M. Inman
Jeremy M. Inman ist ein US-amerikanischer Filmregisseur, Drehbuchautor, Filmeditor und Filmproduzent.

## Karriere
Während Inman anfänglich als Digital Imaging Technician für The Asylum beratend eingesetzt wurde, betätigte er sich ab 2010 auch als Regisseur und Drehbuchautor und spezialisierte sich in den letzten Jahren auf Mockbuster, wie Avengers Grimm.

## Filmografie (Auswahl)
Als Digital Imaging Technician
- 2013: Sharknado – Genug gesagt! (Sharknado)
- 2014: Mega Shark vs. Mechatronic Shark
- 2014: Sharknado 2
- 2014: Hercules Reborn
- 2015: Hänsel vs. Gretel (Hansel vs. Gretel)
- 2015: Battle for Skyark

Als Regisseur
- 2010: Complete (Kurzfilm)
- 2010: Super Hero Party Clown
- 2015: Avengers Grimm
- 2016: Villain Squad – Armee der Schurken (Sinister Squad)

Als Drehbuchautor
- 2010: Complete (Kurzfilm)
- 2010: Super Hero Party Clown
- 2015: Avengers Grimm
- 2015: Marsland – Kein Ort zum Überleben (Martian Land)
- 2016: Villain Squad – Armee der Schurken (Sinister Squad)
- 2018: Avengers Grimm 2 – Time Wars (Avengers Grimm: Time Wars)
- 2020: Battle Star Wars – Die Sternenkrieger (Battle Star Wars)
- 2020: Monster Hunters – Die Alienjäger (Monster Hunters)

Als Editor
- 2010: Complete (Kurzfilm)
- 2015: Avengers Grimm
- 2016: Dead 7 – Sie sind schneller als der Tod (Dead 7)
- 2016: Villain Squad – Armee der Schurken (Sinister Squad)
- 2019: Clown – Willkommen im Kabinett des Schreckens (Clown)
- 2019: Die Weihnachtskönigin – (K)ein Like zum Fest (A Beauty & the Beast Christmas)
- 2020: Monster Hunters – Die Alienjäger (Monster Hunters)
- 2022: Crawlers – Angriff der Killerwürmer (It Crawls Beneath/They Crawl Beneath)

Als Produzent
- 2010: Complete (Kurzfilm)
- 2011: Cheap Fun

Als Schauspieler
- 2009: The Truth Breakers (Kurzfilm)
- 2013: Home Invasion – Dieses Haus gehört mir (Foreclosed)
- 2014: Hercules Reborn
- 2015: Hänsel vs. Gretel (Hansel vs. Gretel)
- 2016: Dead 7 – Sie sind schneller als der Tod (Dead 7)
- 2016: #FollowFriday (Fernsehfilm)
- 2020: Battle Star Wars – Die Sternenkrieger (Battle Star Wars)
- 2020: Homeward – Finde deine Bestimmung (Homeward, Animationsfilm; Sprechrolle)
- 2022: Revenge Best Served Chilled (Fernsehfilm)